# ژوژانا ووروش
ژوژانا ووروش (مجاری: Vörös Zsuzsanna؛ زادهٔ ۴ مهٔ ۱۹۷۷) ورزشکار پنج‌گانه مدرن اهل مجارستان بود.